# Erigone occipitalis
Erigone occipitalis är en spindelart som beskrevs av Tamerlan Thorell 1895. Erigone occipitalis ingår i släktet Erigone och familjen täckvävarspindlar.
Artens utbredningsområde är Myanmar. Inga underarter finns listade i Catalogue of Life.